# 도라에몽 난, 모모타로의 뭐지?
난 모모타로(복숭아 동자)의 뭐지?는 일본 국민만화인 도라에몽의 중편 영화(번외)이다. 상영시간은 46분으로 여름방학때 공개되었다.

## 성우
| 등장인물 | 성우            |
| -------- | --------------- |
| 도라에몽 | 오오야마 노부요 |
| 노진구   | 오오하라 노리코 |
| 신이슬   | 노무라 미치코   |
| 왕비실   | 키모츠키 카네타 |
| 만퉁퉁   | 타테카베 카즈야 |